# Jōjō Masashige
Jōjō Masashige (上条 政繁?; 1545? – 25 settembre 1643?) è stato un samurai giapponese dal periodo Sengoku a quello Edo, che servì il clan Uesugi.
Secondo figlio di Hatakeyama Yoshitsugu fuggì dalla provincia di Noto e si unì al clan Uesugi dopo le rivolte interne al clan Noto-Hatakeyama del 1574-1576. Masashige portò alla vittoria numerosi suoi alleati mobilitando le sue truppe nelle provincie di Etchū e Kozuke. Dopo la morte del suo signore Uesugi Kenshin, entrò in contrasto con il successore, figlio adottivo di Kenshin, Uesugi Kagekatsu, di cui peraltro aveva sposato la sorella minore. 
Più tardi servì Tokugawa Ieyasu nella battaglia di Sekigahara e durante l'assedio di Osaka. I suoi discendenti tornarono al vecchio cognome Hatakeyama divenendo servitori dello Shogunato Tokugawa.